# Happo One
Happo One (japanisch 八方尾根スキー場 Happōone sukī-ba) ist ein Skigebiet im japanischen Dorf Hakuba in der Präfektur Nagano.
Happo One hat einen durchschnittlichen Schneefall von 11 Metern pro Wintersaison. Durch seine höhere Lage im Vergleich zu anderen Skigebieten verfügt das Skigebiet über gute Schneeverhältnisse.
Errichtet wurde das Skigebiet bereits 1958. Im Vorfeld der Olympischen Winterspiele 1998 wurde im Februar 1996 ein Test-Rennen veranstaltet. Dabei bemängelte die Fédération Internationale de Ski, dass die 1.680 m lange Piste für die Männer zu kurz war. Dies führte zu einer Kontroverse zwischen Organisationskomitee der Spiele und dem Weltverband. Im November 1997 wurde das Problem zwischen den beiden Parteien gelöst und der Lauf um 85 Meter verlängert.
Während der Olympischen Winterspiele 1998 in Nagano fanden im Happo One mit Ausnahme des Slaloms und des Riesenslaloms sämtliche Rennen im Alpinen Skisport statt. Dabei konnten bis zu 20.000 Zuschauer einem Rennen beiwohnen.